# 623-as busz
A 623-as számú regionális autóbusz Dabason, a Gyón tatárszentgyörgyi elágazás és a Kossuth Zs. Szki. között közlekedik, egy irányban. A járatot a MÁV Személyszállítási Zrt. üzemelteti.

## Megállóhelyei
| 0  | Dabas, Gyón tatárszentgyörgyi elágazás induló végállomás |                                             |
| 1  | Dabas, Gyón Zlinszky iskola                              | 619, 620, 621, 624, 627, 629, 640           |
| 2  | Dabas, Gyón régi Piactér                                 | 619, 620, 621, 624, 626, 627, 628, 629, 640 |
| 3  | Dabas, Vay Sándor utca                                   | 620, 621, 627                               |
| 5  | Dabas, Gyón Szőlő utca                                   | 620, 621, 622, 627                          |
| 13 | Dabas, Martinovics tér                                   | 609, 610, 612, 614                          |
| 18 | Dabas, Kossuth Zs. Szki. érkező végállomás               | 609, 610, 611, 612, 614                     |